# MTV Europe Music Awards 2017
MTV Europe Music Awards 2017 – dwudziesta czwarta gala wręczenia nagród MTV Europe Music Awards. Odbyła się ona 12 listopada 2017 roku na Wembley Arenie w Londynie. Po raz ostatni impreza odbyła się w tym mieście w 1996 roku.

## Nominacje[1]

### Najlepsza piosenka
- Clean Bandit feat. Sean Paul & Anne-Marie  – „Rockabye”
- DJ Khaled feat. Rihanna & Bryson Tiller – „Wild Thoughts”
- Ed Sheeran  – „Shape of You”
- Luis Fonsi feat. Daddy Yankee & Justin Bieber (Remix) – „Despacito”
- Shawn Mendes  – „There's Nothing Holdin' Me Back”

### Najlepszy artysta
- Ariana Grande
- Ed Sheeran
- Kendrick Lamar
- Miley Cyrus
- Shawn Mendes
- Taylor Swift

### Najlepszy polski wykonawca
- Kamil Bednarek
- Dawid Kwiatkowski
- Margaret
- Monika Lewczuk
- Natalia Nykiel

### Najlepszy look
- Dua Lipa
- Harry Styles
- Rita Ora
- Taylor Swift
- Zayn Malik

### Najlepszy debiut
- Dua Lipa
- Julia Michales
- Khalid
- Kyle
- Rag’n’Bone Man

### Najlepszy teledysk
- Foo Fighters  – „Run”
- Katy Perry feat. Migos  –  „Bon Appétit”
- Kendrick Lamar  – „Humble”
- Kyle feat. Lil Yachty  – „iSpy”
- Taylor Swift  – „Look What You Made Me Do”

### Best Live
- Bruno Mars
- Coldplay
- Ed Sheeran
- Eminem
- U2

### Najlepszy wykonawca popowy
- Camila Cabello
- Demi Lovato
- Miley Cyrus
- Shawn Mendes
- Taylor Swift

### Najlepszy wykonawca rockowy
- Coldplay
- Foo Fighters
- Royal Blood
- The Killers
- U2

### Najlepszy wykonawca hip-hopowy
- Drake
- Eminem
- Future
- Kendrick Lamar
- Post Malone

### Najlepszy wykonawca alternatywny
- Imagine Dragons
- Lana Del Rey
- Lorde
- The xx
- 30 Seconds to Mars

### Najlepszy wykonawca muzyki elektronicznej
- Calvin Harris
- David Guetta
- Major Lazer
- Martin Garrix
- The Chainsmokers

### Najwięksi fani
- Ariana Grande (Arianators)
- Justin Bieber (Beliebers)
- Katy Perry (Katy Cats)
- Shawn Mendes (Mendes Army)
- Taylor Swift (Swifites)

### Najlepszy wykonawca w serii Push
- Hailee Steinfeld
- Jon Bellion
- Julia Michaels
- Kacy Hill
- Khalid
- Kyle
- Noah Cyrus
- Petite Meller
- Rag’n’Bone Man
- Sza
- The Head And The Heart

### Najlepszy wykonawca w serii World Stage
- Steve Aoki  – Isle of MTV Malta 2016
- Kings of Leon  – Oude Luxor Theatre, Rotterdam, The Nederlands 2016
- DNCE – Isle of MTV Malta 2016
- The Chainsmokers  – Isle of MTV Malta 2016
- Foo Fighters  – Barcelona, 2017

### Global Icon
- U2

### Power of Music Award
- Rita Ora

## Nominacje regionalne

### Wielka Brytania i Irlandia
- Louis Tomlinson

## Gala

### Występy
| Artyści                                   | Główne show                         |
| ----------------------------------------- | ----------------------------------- |
| Eminem i Skylar Grey                      | Walk on Water                       |
| Liam Payne                                | Strip That Down                     |
| Camila Cabello                            | Havana                              |
| Demi Lovato                               | Sorry Not Sorry Tell Me You Love Me |
| Stormzy                                   | Big for Your Boots                  |
| Rita Ora                                  | Your Song Anywhere                  |
| Shawn Mendes                              | There's Nothing Holdin' Me Back     |
| Clean Bandit                              | Symphony (wraz z Zarą Larsson)      |
| Clean Bandit                              | Miss You (wraz z Julią Michaels)    |
| Clean Bandit                              | Rockabye (wraz z Anne-Marie)        |
| U2                                        | Get Out of Your Own Way             |
| French Montana i Swae Lee                 | Unforgettable                       |
| Travis Scott                              | Butterfly Effect                    |
| The Killers                               | The Man                             |
| Kesha                                     | Learn to Let Go                     |
| David Guetta, Charli XCX i French Montana | Dirty Sexy Money                    |